# Kobe Universiadestadion
Het Kobe Universiadestadion (Japans: 神戸総合運動公園ユニバー記念競技場) is een multifunctioneel stadion in Kobe, een stad in Japan. 
Het stadion werd geopend in 1985 om gebruikt te worden voor de universiade van 1985, die was van 24 augustus tot en met 4 september. Het stadion wordt gebruikt voor atletiekwedstrijden. Er ligt een zesbaanse ring rondom het grasveld waarop atletiekwedstrijden georganiseerd kan worden. De banen zijn 400 meter lang. Er wordt ook in gevoetbald. De voetbalclub Vissel Kobe maakt gebruik van dit stadion. In 1993 waren er hier voetbalwedstrijden op het Wereldkampioenschap voetbal onder 17.
In het stadion is plaats voor 60.000 toeschouwers. 